# Радянське вторгнення в Україну (січень-червень 1919)
Радянське вторгнення в Україну 1919 року — великий наступ радянських військ Українського фронту проти Армії УНР під час радянсько-української війни.

## Початок
Восени 1918 року стало очевидним, що Німеччина була близька до поразки у війні в Західній Європі. Тому російсько-радянське керівництво дотримуючись імперіалістичної ідеології розпочало дострокове розгортання регулярних військ Червоної Армії для завоювання України. У так званій «нейтральній зоні» були сформовані під російським контролем 1-а й 2-а так звані «повстанські» дивізії, об'єднані в Курську групу сил (для окупації України зі сходу).
Після капітуляції Німеччини Радянська Росія оголосила Брест-Литовський договір недійсним. 18 листопада 1-й та 2-й «повстанські» радянські дивізії почали наступ для реалізації російської ідеї створення замість УНР підросійської УСРР. 26 листопада були окуповані Ямпіль, Рильськ, Кореневе, Суджа, Миропілля та інші. 30 листопада всі радянські підрозділи на території України були об'єднані в радянську армію із додаванням у офіційну назву «українська», які в грудні розпочали наступ на Чернігів, Суми, Харків та Київ, воюючи власне проти українських військ УНР, але зберігаючи нейтралітет щодо частин німецької армії, які готувалися повернутися додому у Німеччину.
У грудні були окуповані російсько-радянськими військами Новгород-Сіверський, Шостка, Білгород, Вовчанськ, Куп'янськ, Новозибків та Городня. Тимчасовий робітничо-селянський уряд України переїхав з Курська до Білгорода. Наступ радянсько-російських військ продовжувався до Харкова. У ніч з 1 на 2 січня 1919 року у місті Харкові розпочалося російське більшовицьке повстання, в тилу УНР. Рада німецьких солдатів підтримала російське окупаційне повстання і висунула ультиматум до Директорії УНР про виведення українських військ з міста протягом 24 годин. 3 січня 1919 року російсько-радянське військо «Української Радянської Армії» окупували м. Харків, який у тому ж році проголосили столицею України на противагу Києву, як столиці УНР. З цього часу отаборився проросійський Тимчасовий робітничо-селянський уряд України, керуючи російсько-радянським окупаційним військом у східних регіонах України та на півострові Крим.
4 січня, згідно з постановою Революційної військової ради радянської республіки, на базі військ Української Радянської Армії був створений Український фронт. Наприкінці січня за рішенням Тимчасового робітничо-селянського уряду радянської України була сформована Революційна військова рада Української Радянської Армії на чолі з Володимиром Антоновим-Овсієнко, Юрієм Коцюбинським та Юхимом Щаденко.

### Розстановка сил
Червоний Український фронт
Оперативні сили фронту спочатку були розділені на дві групи:
- Київський напрям, перед яким стояло завдання захопити м. Київ та м. Черкаси,
- Харківський напрям із завданням захопити м. Полтаву та Лозову.
- пізніше група військ, призначена для напрямку на м. Одесу, була відокремлена від Харківського напрямку[4].

15 квітня 1919 р. ці групи військ, діючих проти УНР, були перетворені на 1-у, 2-у та 3-ю Українські радянські армії відповідно. 27 квітня 2-а українська радянська армія була перекинута на Південний фронт. 5 травня на Українському фронті була сформована додаткова Кримська Радянська Армія.
Війська Директорії

В кінці грудня 1918 р. російсько-радянські війська порушили демаркаційну лінію й вступили на суверенну українську територію, напали на державу УНР. Бойові дії велися під Харковом, Полтавою, Ворожбою, Черніговом. 16 січня 1919 р. Директорія УНР оголосила війну Радянській Росії. У зв'язку з початком війни Директорія УНР передала Симону Петлюрі єдиний контроль над усіма військовими справами. Діючу армію УНР Петлюра розділив на три частини:
- Правобережний фронт (командир О. Шаповал) із завданням прикрити Київ з Полісся від російського наступу;
- Східний фронт (командир Євген Коновалець) із завданням проведення контрнаступу на Полтаву та Чернігів;
- Південна група сил (командуючий Андрій Гулій-Гуленко), із завданням утримувати район Катеринослава[5].

## Битва

### Перший етап наступу (7 січня— 9 березня 1919р.)
Під час першого етапу наступу (6 січня — 9 березня) російсько-радянські війська чисельністю понад 15 000 чоловік за сприяння радянських заколотників на території України та партизан розгромили війська УНР на Лівобережній Україні (до 20 000 чоловік під командуванням Петра Болбочана) і переправилися через р. Дніпро. Київ опинився під російською окупацією 5 лютого 1919 року. Директорія УНР евакуювалася з м. Києва до м. Вінниці. 9 березня радянсько-російські війська перетнули лінію «Коростень — Житомир — Умань — Ольвіополь — Херсон — Мелітополь».
На Поліссі, що за Брест-Литовським миром належало до УНР, з-за протидії армії УНР російсько-радянські війська просувалися не легко, з боями. На Півночі України російсько-радянські війська окупували м. Овруч й м. Чернігів.

### Другий етап наступу (14 березня— середина квітня 1919р.)
14 березня радянські війська відновили наступ у трьох напрямках: на Заході проти армії УНР, на Південному заході проти французьких інтервентів, на Півдні проти Білої армії Півдня Росії. Чисельність військ радянського фронту сягала 50 000 солдатів. До середини квітня війська більшовицького «українського» фронту розгромили армію УНР і перетнули лінію «Новоград-Волинський-Шепетівка-Проскурів-Могилів-Подільський», де вступили в контакт з польськими військами на Волині та Галичині. Уряд УНР евакуювався з м. Луцька через річку Збруч.
На півдні 2-а українська радянська армія прорвала укріплення «білих» на Перекопі і захопила значну частину Криму. Севастополь був окупований 29 квітня, через кілька днів після того, як французи та греки евакуювалися з міста. Потім радянська армія окупувала узбережжя Азовського моря від Генічеська до Маріуполя.
На південному заході 3-а українська радянська армія перемогла на всьому лівому березі р. Дністра, від Придністров'я до Тирасполя і була готова переправитися через річку й просунутися до м. Кишинева.

### Третій етап наступу (травень— червень 1919р.)

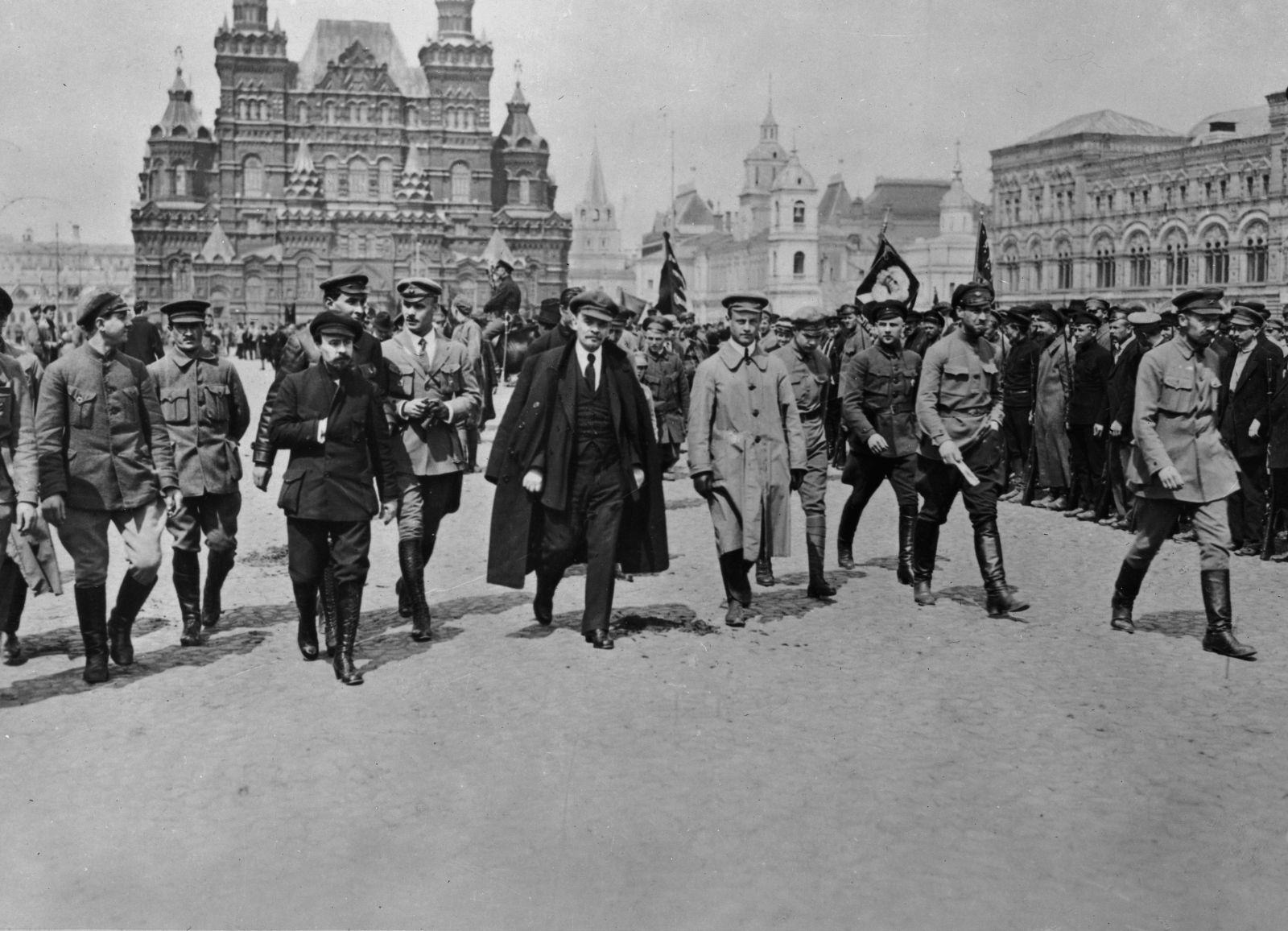
Ленін на параді в Москві, травень 1919

До кінця квітня — початку травня 1919 р. початковий позитивний настрій українського селянства до Червоної Армії різко змінився під впливом політики воєнного комунізму та свавільних розстрілів російської більшовицької спецслужби «ВНК» (рос. ЧК). Це призвело до повстань по всій Україні, найсерйознішим з яких було «Григор'ївське повстання».

## Наслідки
Антонов-Овсеєнко погано розтягнув свої ресурси і був витіснений в оборону на всіх фронтах. У середині червня 1919 р. під тиском наступу «білої» армії «червона» армія була витіснена з півострова Криму. До серпня 1919 р. майже вся Україна була втрачена українською владою УНР, а столиця УНР м. Київ був окупований Білою армією.